# Maurens (Gers)
Maurens (gaskognisch gleichlautend) ist eine französische Gemeinde mit 302 Einwohnern (Stand 1. Januar 2022) im Département Gers in der Region Okzitanien (vor 2016 Midi-Pyrénées). Sie gehört zum Arrondissement Auch und zum Kanton Gimone-Arrats. Die Einwohner werden Maurensois genannt.

## Geografie
Maurens liegt etwa 46 Kilometer westlich von Toulouse. Im Westen erreicht das Gemeindegebiet das Tal der Marcaoue. Nachbargemeinden sind Gimont im Nordwesten und Norden, Giscaro im Norden, Frégouville im Osten und Südosten, Lahas im Süden und Südwesten sowie Montiron im Westen.

## Bevölkerungsentwicklung
| Jahr                       | 1962 | 1968 | 1975 | 1982 | 1990 | 1999 | 2006 | 2011 | 2020 |
| Einwohner                  | 243  | 212  | 221  | 200  | 177  | 208  | 288  | 301  | 308  |
| Quellen: Cassini und INSEE |      |      |      |      |      |      |      |      |      |

## Sehenswürdigkeiten
- Kirche Saint-Blaise

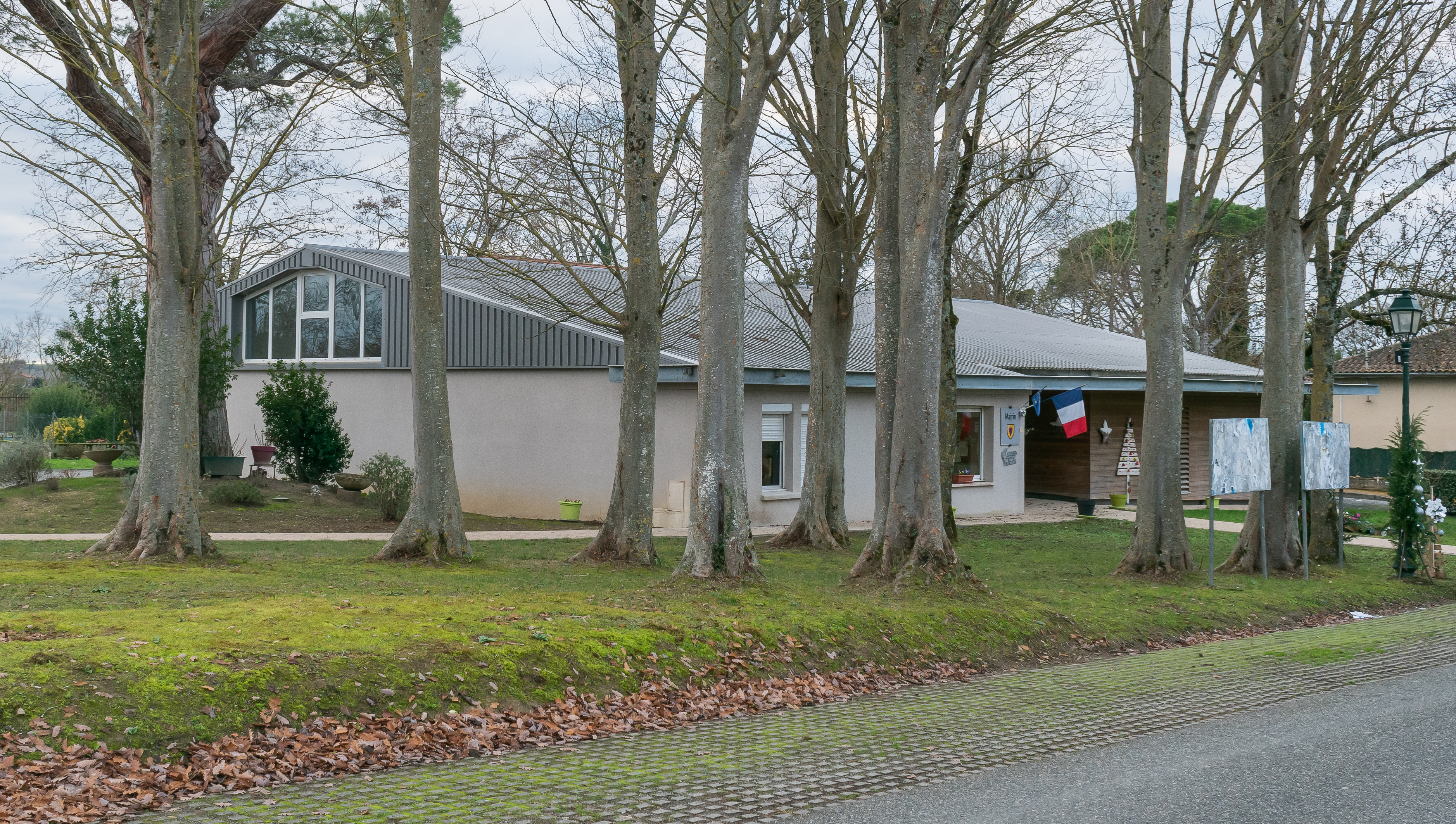
Rathaus Maurens
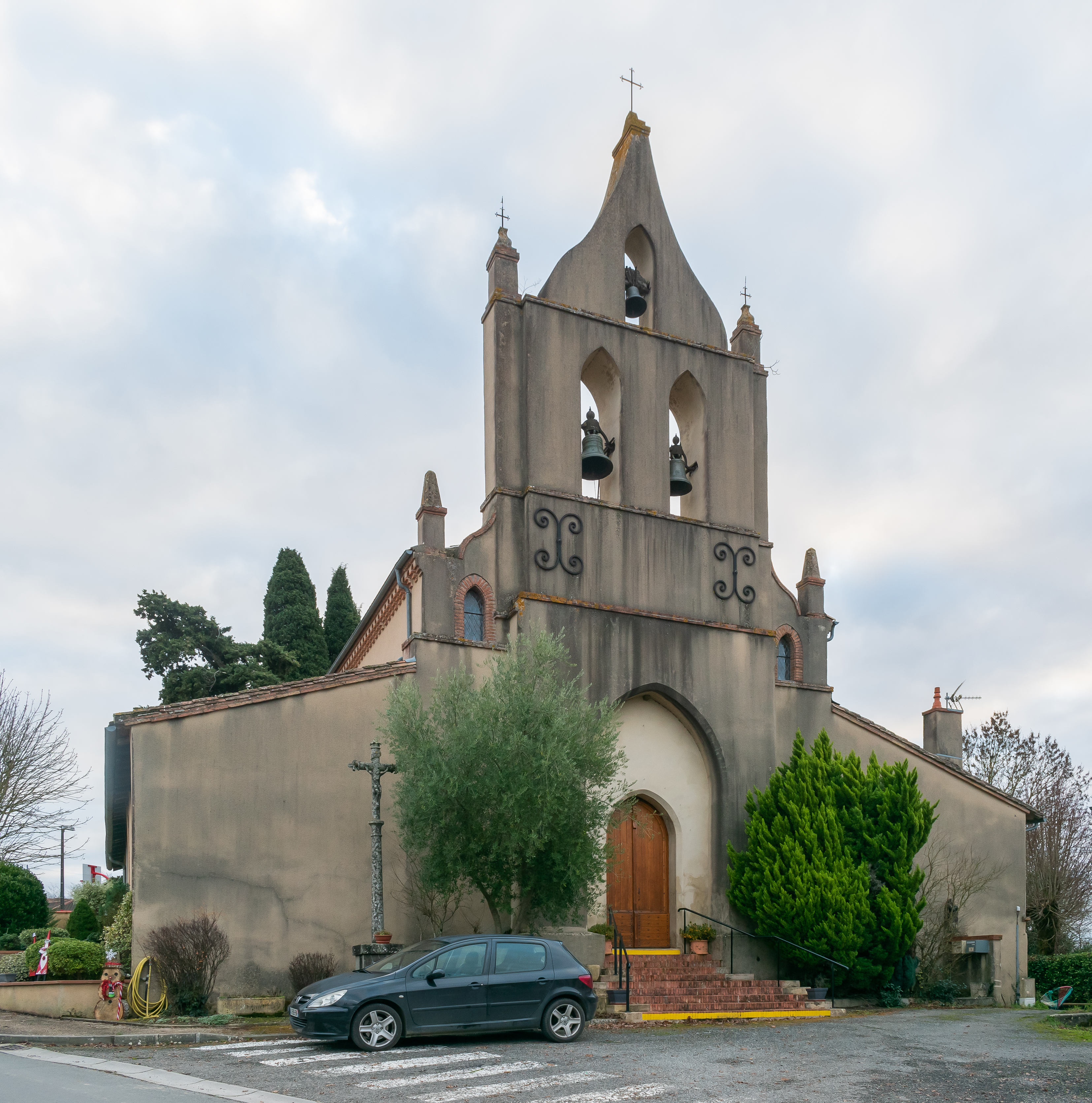
Kirche Saint-Blaise